# Farmington (Michigan)
Farmington – miasto w Stanach Zjednoczonych, w stanie Michigan, w hrabstwie Oakland.

## Klimat
Miasto leży w strefie klimatu kontynentalnego, wilgotnego z gorącym latem, należącego według klasyfikacji Köppena do strefy Dfa. Średnia temperatura roczna wynosi 8,8°C, a opady 881,4 mm. Średnia temperatura najcieplejszego miesiąca - lipca wynosi 22,0°C, natomiast najzimniejszego stycznia -5,1°C. Miesiącem o najwyższych opadach jest wrzesień o średnich opadach wynoszących 88,9 mm, natomiast najniższe opady są w styczniu i wynoszą średnio 48,3.